# Волатильность
Волати́льность (англ. volatility — «изменчивость») — статистический финансовый показатель, характеризующий изменчивость цены на что-либо.
Волатильность является важнейшим финансовым показателем и понятием в управлении финансовыми рисками, где представляет собой меру риска использования финансового инструмента за заданный промежуток времени. Для расчёта волатильности применяется статистический показатель выборочного стандартного отклонения, что позволяет инвесторам определить риск приобретения финансового инструмента. Чаще всего вычисляется среднегодовая волатильность. Выражается волатильность в абсолютном (например: 100 рублей ± 5 рублей) или в относительном от начальной стоимости (например: 100 % ± 5 %) значении.

## Типы волатильности
Различают три типа волатильности:
- Историческая волатильность (англ. historical volatility) — это величина, равная стандартному отклонению доходности финансового инструмента за заданный промежуток времени, рассчитанному на основе исторических данных о его стоимости.
- Ожидаемая волатильность (англ. implied volatility) — волатильность, вычисленная на основе текущей стоимости финансового инструмента в предположении, что рыночная стоимость финансового инструмента отражает ожидаемые риски.
- Историческая ожидаемая волатильность (англ. historical implied volatility) — «летопись» прогнозов ожидаемой волатильности[1]. Есть много торговых стратегий, которые рассчитаны на один или несколько активов. Но это не значит, что торговать им можно в любое время. Известно, что вся торговля на главных мировых биржах проходит в 3 основных сессиях:
  - Азиатской. Также иногда от нее отдельно считают Тихоокеанскую торговую сессию;
  - Европейской. В этот период активно работают крупнейшие биржи Европы: Париж, Франкфурт, Лондон, Москва и другие;
  - Американской. Открывается позже всех, а главными странами сессии являются США и Канада.[2]

## Расчёт исторической волатильности
Среднегодовая волатильность {\displaystyle \sigma } пропорциональна стандартному отклонению {\displaystyle \sigma _{SD}} доходности финансового инструмента и обратно пропорциональна квадратному корню временно́го периода:
{\displaystyle \sigma ={\sigma _{SD} \over {\sqrt {P}}}},
где {\displaystyle \sigma _{SD}} — стандартное отклонение доходности финансового инструмента;
{\displaystyle P} — временной период в годах.
Волатильность {\displaystyle \sigma _{T}} за интервал времени {\displaystyle T} (выраженный в годах) рассчитывается на основе среднегодовой волатильности следующим образом:
{\displaystyle \sigma _{T}=\sigma {\sqrt {T}}}.
Например, если стандартное отклонение доходности финансового инструмента в течение дня составляет 0,01, а в году насчитывается 252 торговых дня (то есть временной период — 1 день = 1/252 года), то среднегодовая волатильность будет равна:
{\displaystyle \sigma ={0.01{\sqrt {252}}}=0.1587}.
Волатильность за месяц (то есть за {\displaystyle T=1/12} года) будет равна:
{\displaystyle \sigma _{month}=0.1587{\sqrt {1/12}}=0.0458}.

## Ожидаемая волатильность
Ожидаемая волатильность зависит от следующих факторов:
- от исторической волатильности — чем она выше в настоящее время, тем, возможно, выше будут ожидания относительно будущей волатильности;
- от политической и экономической ситуации (выборы, обнародование экономических показателей и пр.);
- от ликвидности (спрос/предложение) рынка — если предложение превышает спрос, цены падают, и наоборот;
- от смены технических уровней — когда пробит расцениваемый рынком как важный уровень на рынке исторического поведения цен, рынок ждёт дальнейшей нестабильности;
- от дня недели[1].